# Rodrigo Hinzpeter

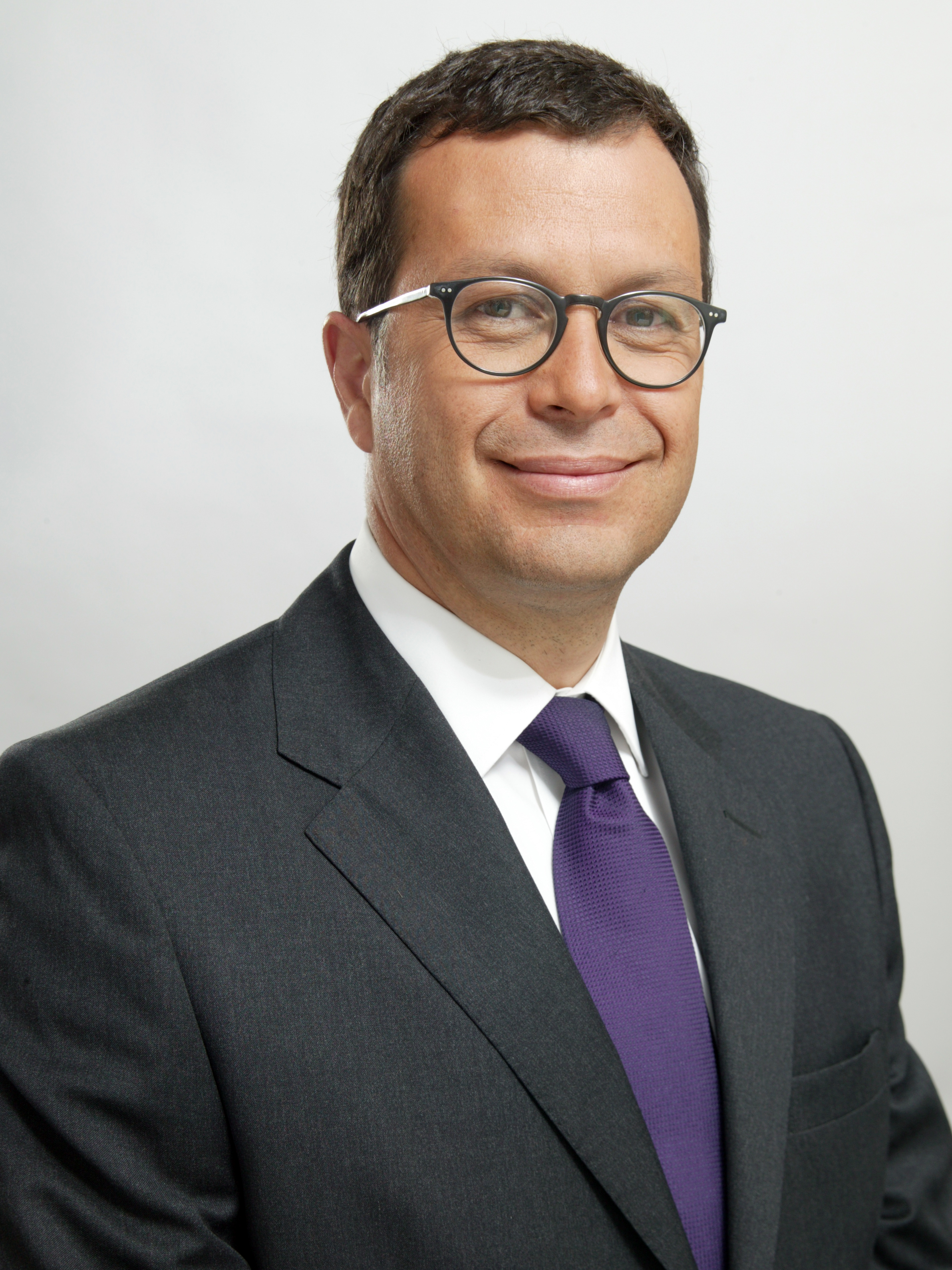
Rodrigo Hinzpeter

Rodrigo Javier Hinzpeter Kirberg (* 27. Oktober 1965 in Santiago) ist ein chilenischer Politiker.
Der Rechtsanwalt jüdischer Abstammung ist mit der Journalistin Joyce Ventura verheiratet und hat drei Söhne namens Raimundo, Guillermo und Ernesto. Er verbrachte seine Schulzeit an den im östlichen Teil der chilenischen Landeshauptstadt gelegenen Instituto Hebreo Doctor Chaim Weizmann und Liceo A 67 Alexander Fleming. Anschließend studierte er bis 1992 Rechtswissenschaften an der Pontificia Universidad Católica de Chile. Später lehrte er unter anderem als Professor für Zivilrecht an dieser Universität. Zudem ist er Autor des Buchs "La Hipoteca" (Ediciones La Ley, 1993). Hinzpeter, Mitglied der chilenischen Anwaltskammer, arbeitete zudem als Rechtsanwalt in der New Yorker Kanzlei "Simpson Thacher & Bartlett". Er gehört der Renovación Nacional an, zu deren Gründern er auch zählt. Innerhalb der Partei hatte er die Funktion des Secretario Nacional inne und war von 2001 und 2004 deren Erster Vizepräsident. Auch war er Mitglied der Comisión Política. 2005 war er als Wahlkampfleiter während der Präsidentenwahl tätig. Bei der darauffolgenden Wahl fungierte er als Generalkoordinator des Wahlkampfteams.
Hinzpeter ist seit dem 11. März 2010 Innenminister im Kabinett Sebastián Piñeras. Am 5. November 2012 trat er die Nachfolge von Andrés Allamand als chilenischer Verteidigungsminister an.

## Kritik
Hinzpeter wird für die Gesetzesinitiative Ley Hinzpeter kritisiert. Diese sieht vor, die Veranstalter bzw. Initiatoren einer Versammlung bei Ausschreitungen zur Verantwortung zu ziehen. Eine erste Initiative zu diesem Gesetz erfolgte durch Hinzpeter im Juni 2012 nach den jahrelangen Schüler- und Studentenprotesten. Als weitreichende Kriminalisierung sozialer Bewegungen wurde die Gesetzesinitiative von Amnesty International heftig kritisiert.